# Turritella lyonsi
Turritella lyonsi is een slakkensoort uit de familie van de Turritellidae. De wetenschappelijke naam van de soort is voor het eerst geldig gepubliceerd in 2006 door Garcia.